# قلعه آزوچی

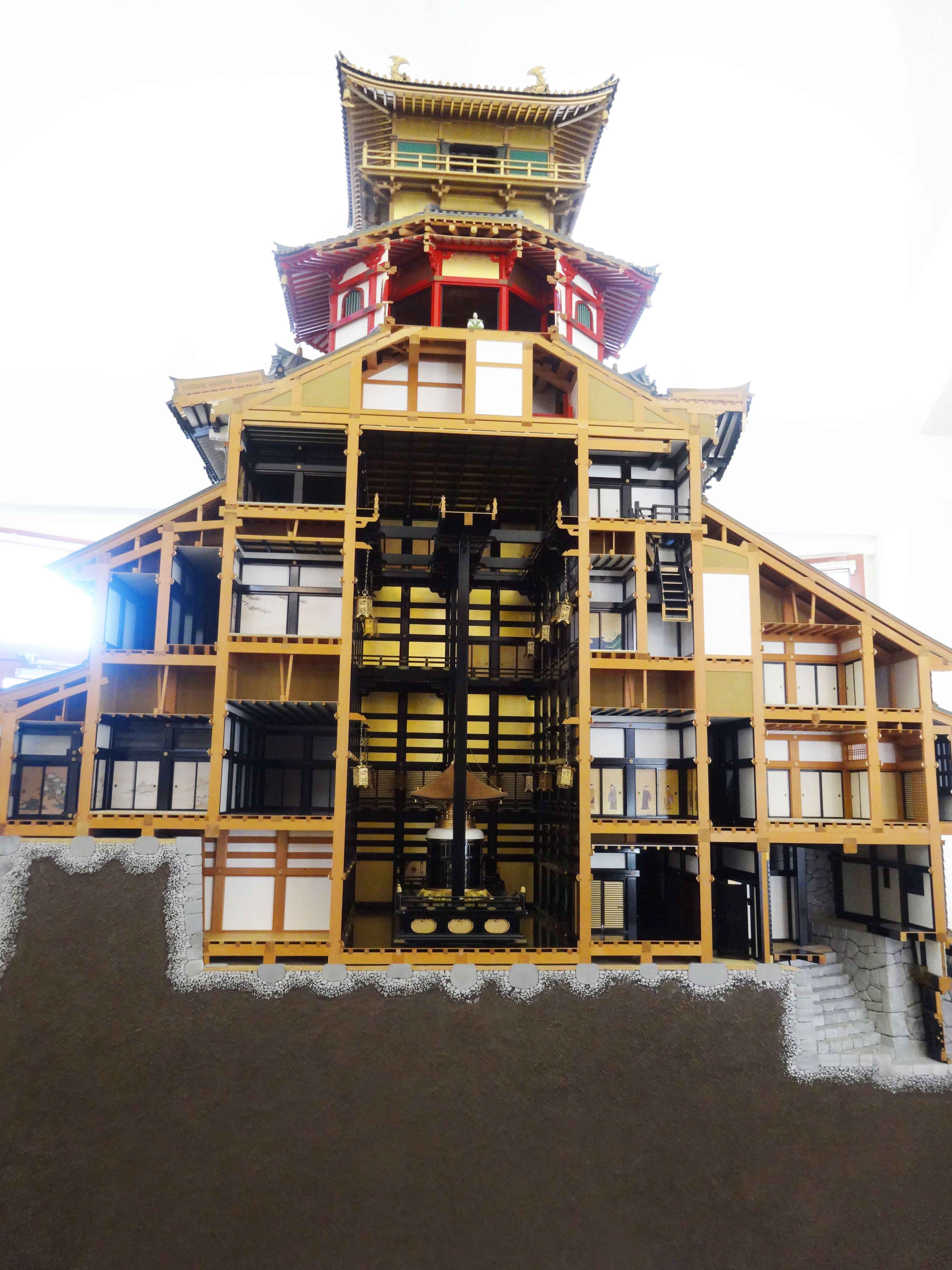
نمای داخلی قلعه آزوچی

قلعه آزوچی ((به ژاپنی: 安土城 Azuchi-jō)) یک قلعه ژاپنی متعلق به اودا نوبوناگا بود که در کنار دریاچه بیوا در ولایت اومی واقع شده‌بود.
این قلعه یک هفته بعد از حادثه معبد هوننو سوزانده شد. فرضیه‌های چندی در مورد عامل سوزاندن قلعه وجود دارد. بنابر فرضیه سوزاندن قلعه به سپاه آکچی میتسوهیده یا به مردم یا اودا نوبوکاتسو (دومین پسر اودا نوبوناگا) نسبت داده شده‌است.